# 克雷文号驱逐舰 (DD-382)
克雷文号驱逐舰 (DD-382) 是一艘1937年至1946年在美国海军服役的格里德利级驱逐舰。她参加了太平洋战争，最终在1947年被拆解。

## 历史
克雷文号是第三艘以突尼斯·克雷文命名的美国海军舰船。她由克雷文中校的女儿 F. Learned 赞助，于1937年2月25日在伯利恒船舶公司的福尔河造船厂下水，并于9月2日服役，指挥官是 W.O.贝利少校。
克雷文号在加勒比地区和东海岸进行了训练，并在纽波特进行了实验鱼雷试射，随后在1938年8月16日离开诺福克前往圣地亚哥并加入舰队。从1939年1月4日到7月17日，她因为操纵和舰队问题巡航到加勒比海，并前往东海岸进行访问，其余时间都在西海岸活动。1940年4月1日，她的母港变更为珍珠港，加入舰队训练并作为航母的反潜编队。
日本袭击珍珠港时，克雷文号正和企业号从威客岛返回珍珠港，但在12月5日加油时与北安普顿号重巡洋舰相撞后受损。 12月9日糟糕的海况加重了她的损坏，使她不得不回到珍珠港。
克雷文号参与了1942年2月1日在马绍尔群岛和吉尔伯特群岛和2月24日在威客岛的攻势。在西海岸进行检修之后，她于8月回到护航编队并参与西海岸行动。
克雷文号在1942年11月12日自珍珠港启程参与瓜岛的争夺，在接下来的9个月中护送前往瓜岛的运输部队。在6和7月1943年8月6-7日，她参加了维拉湾海战，击沉日本驱逐舰江风号、萩风号和岚号， 并击伤了一艘巡洋舰。
克雷文号在1943年9月23日离开 埃法特岛前往旧金山进行整修。回到珍珠港之后，她在1944年1月19日出发，为TF58特遣舰队空袭沃特杰和二月的马绍尔群岛战役中空袭埃内韦塔克提供掩护。以马朱罗的基地为中心，克雷文号为航母空袭帕劳、雅浦岛、乌利西、沃莱艾提供掩护，为查亚普拉战役提供支援，并且在4月对丘克群岛和波纳佩岛进行了攻击。5月再次返回珍珠港之后，克雷文号重新加入第5舰队进攻马里亚纳群岛。 她参与了袭击关岛、塞班岛和罗塔岛，支援袭击小笠原群岛，并在6月19-20日的菲律宾海海战中为航母提供防空火力掩护。7至9月，克雷文号继续在、关岛、雅浦岛和帕劳为航母护航。
1944年10月11日，克雷文号回到珍珠港进行了整修和训练，在次年1月2日起航，在26日抵达纽约，并在东海岸进行演习和反潜巡逻直至5月2日作为护航舰前往英格兰南安普敦，随后于29日回到纽约。 她于6月22日前往波特兰运送美国部长到丹吉尔，随后驶向瓦赫兰。
此后，克雷文号在整个地中海范围内进行护送、训练和运输工作。1946年1月14日，她启程返回，并于28日抵达纽约，并在2月20日起锚前往圣迭戈，于3月16日抵达珍珠港。

## 结局
克雷文号于1946年4月19日退役，并在1947年10月2日被出售。

## 荣誉
克雷文号因二战的战绩获得9枚战斗星章。